# Борбе у Курској области
Борбе у Курској области (рус. Бои в Курской области, укр. Бої в Курській області) започеле су 6. августа 2024. године, током руске инвазије на Украјину, када су украјинске оружане снаге прешле руско-украјинску границу и започеле војне операције на територији руске Курске области.

## Позадина
Важни предуслови за пробој украјинских оружаних снага били су фактор изнеђења, слаба утврђеност руских положаја и одсуство професионалних војника у региону уз границу са Украјину. Неки коментатори су ово видели као неуспех руске обавештајне службе, али су се касније појавиле информације да је начелник Генералштаба Валериј Герасимов био обавештен неколико недеља унапред о концентрацији украјинских трупа у близини границе и могућој операцији украјинске војске, али није придао значај информацијама обавештајне службе и о извештајима није обавестио Владимира Путина.
У Курској области изградња линија утврђења дуж границе почела је 2022. године. Гувернер Курске области Роман Старовојт је у октобру 2022. године тврдио да су две ојачане линије одбране спремне. У јануару 2023. Старовојт је обишао изградњу утврђења у округу Суџански и крајем године известио о спремности неколико линија. Курски медији су известили да је вредност уговора о изградњи одбрамбених линија била 12 милијарди рубаља. Према писању новинара, компаније су деловале као подизвођачи, а међу њима су биле и оне „блиске и драге“ Старовојту и шефу владе области Алексеју Смирнову (сада в.д. гувернеру).
У марту 2023, према "МК Черноземье" и публикацији Вистка, потписан је додатни уговор вредан 3,2 милијарде рубаља. Према писању „Вестка“, против једног од извођача радова покренут је кривични поступак након вишемесечне неисплате зарада радницима по члану „крађа“ и „легализација средстава прибављених кривичним путем“. У септембру 2023. РБК-Украјина је известио о појави имитација утврђења: из обавештајних материјала се сазнало да су скоро сва упоришта празна, а нека су зарасла у траву.
Пројекат „Можемо да објаснимо“, позивајући се на сопствени извор, известио је да у време напада није било редовних трупа у региону Курск које би могле да се супротставе офанзиви, попут артиљеријских и тенковских јединица и оператера дронова. Руски телеграм канали су такође писали о недостатку резерви у региону. У септембру 2023. године, украјински центар националног отпора, на основу снимака из ваздуха Курских утврђења, известио је да су скоро сва упоришта у региону без људства и опреме, која је, према подацима Центра, пребачена у Запорошку и Доњецку област. Извор „ВЧК-ОГПУ“ потврдио је да је уочи операције Оружаних снага Украјине део руских снага повучен из Курске области.

## Снаге укључене у борбе
Руско Министарство одбране је 6. августа саопштило да је 300 војника из састава 22. механизоване бригаде Оружаних снага Украјине, са 11 тенкова и више од 20 оклопних возила, стигло до руско-украјинске границе. Начелник Генералштаба Валериј Герасимов је 7. августа изјавио да групу Оружаних снага Украјине чини „до хиљаду људи“.
Амерички ратни извештач Дејвид Акс написао је за Форбс да је Украјина спремна да укључи три бригаде у инвазију на Курску област и да има групу до 10 хиљада људи у зони инвазије. У операцији учествује 80. одвојена ваздушно-јуришна бригада, једна од најопремљенијих и најпокретљивијих јединица Оружаних снага Украјине. Наоружана је совјетском и западном опремом, што укључује тенкове Т-64БВ и Т-80БВ, оклопне транспортере БТР-80, оклопне транспортере на точковима Страјкер и борбена возила пешадије на гусеничарима Мардер. Друге две бригаде су 22. и 88. механизована механизована бригада.
Начелник Генералштаба Оружаних снаг Руске Федерације генерал Валериј Герасимов је 26. априла 2025. године потврдио учешће Корејске народне армије у операцији ослобођења Курске области."Војници Северне Кореје, који су деловали раме уз раме са руском војском у Курској области, показали су издржљивост и херојство”, рекао начелник Генералштаба Оружаних снага РФ.

## Ток догађаја

### 6. август
У ноћи између 5. и 6. августа украјинско гранатирање Курског региона је постало све учесталије, након чега су пешадијске јединице Оружаних снага Украјине уз подршку оклопних возила прешле границу близу градића Суџа. Према локалним телеграм каналима, три тенка Оружаних снага Украјине су напредовала у правцу насеља Гончаровка и села Куриловка. Увече 6. августа најмање 400 војника, 11 тенкова и 20 оклопних борбених возила Оружаних снага Украјине прешло је границу између Украјине и Руске Федерације.
Из састава Оружаних снага Украјине у операцији су учествовале 22. и 88. механизована пешадијска бригада, 80. и 82. десантна јуришна бригада. Руски војни дописници тврдили су да је Руски добровољачки корпус (РДК) учествовао у борбама. Украјински НВ, позивајући се на извор у Главној обавештајној управи Министарства одбране Украјине, објавио је да је ово неистинито. Легија „Слобода Русије“ одбила је да коментарише о свом потенцијалном учешћу у операцији.
Министарство одбране Русије је саопштило да су системи ПВО уништили 24 беспилотне летелице на небу изнад Курске области преко ноћи и јутра 7. августа. Према саопштењу руског Министарства одбране од 17 часова, украјинске снаге су извршиле напад на граничаре у местима Олешњи и Николаево-Дарино. У борбе са украјинским снагама ушле су граничне трупе ФСБ Ваздушно-космичке снаге Русије, а ваздушни удари су изведени и у Сумској области Украјине. Појачања су послата у зоне борби. Током борби 6. августа, заробљени су руски војници, укључујући и регруте на одслужењу војног рока.
Према руском телеграм каналу ВЧК-ОГПУ, борци чеченске формације „Ахмат“ стационирани у пограничном подручју побегли су са својих положаја по почетку борби. Касније је командант „Ахмата” Апти Алаудинов правдао неучешће својих јединица у биткама чињеницом да су се „Ахмат” и украјинске оружане снаге међусобно мимоишли.
НАСА сателити који прате пожаре широм света забележили су пожар у насељеним местима у близини Суџе. Јединице Оружаних снага Украјине напредовале су у правцу градића Суџе. Горналски манастир Светог Николе Белогорског је био под ватром: према речима игумана Питирима, два храма и црквене зграде су спаљени и уништени.

### 7. август
Како је саопштило руско Министарство одбране, 7. августа Оружане снаге Украјине наставиле су да изводе ваздушне ударе на територију Курске области. Током ноћи су јединице ПВО уништиле 4 беспилотне летелице.
Према руском каналу "Рибар", који је близак руском генералштабу, до другог дана инвазије украјинске трупе су се укопавале у Курској области. Оружане снаге Украјине заузеле су линије на којима су били руски регрути и у потпуности контролисали Николајево-Дарино, Дарино и Свердликово. Јутра 7. августа украјинске трупе контролисале су део аутопута Риљск - Суџа и зону дуж аутопута 38К-004. Према проценама, украјинске снаге су се у руској територији уклиниле и до 10 километара по дубини. У Курској области је било до 400 војника украјинских оружаних снага. Према руском телеграм каналу „Архангел Спецназа“, украјинске оружане снаге су преко ноћи пребациле резерве у боласт и увеле до два нова батаљона у борбу.
Касније током дана стигла је информација да је Суџа, која већ није имала мобилни сигнал, а у многим кућама није било струје, гаса или воде, била у „оперативном окружењу“. Касније се сазнало да су украјинске оружане снаге ушле у сам град. Градоначелник Суџе најавио је евакуацију становништва. Такође, украјинске трупе су ушле у још један регионални центар - град Коренево, а такође су заузеле гасну мерну станицу Суџа.
Анализе су показале да је до 7. августа увече Русија изгубила потпуну контролу над 350 км² у Курској области. Украјинске оружане снаге заузеле су насеља Горнал, Гујево и Куриловка која се налазе јужно од Суџе. У северозападном правцу украјинске трупе су заузеле Леонидово и Љубимовку, а такође су контролисале и фарму Зелени Шљак.

### 8. август
Према речима вршиоца дужности гувернера Алексеја Смирнова, шест украјинских дронова и пет пројектила оборено је током ноћи и јутра 8. августа у Курској области. До јутра тог дана украјинске оружане снаге контролисале су западни део Суџе и путеве око њега, а у граду су се водиле уличне борбе. Одвојене групе украјинске војске стигле су до насеља Ивница и Анастасјевка. То је значило да су украјинске оружане снаге продрле по дубини 23-25 км од границе са Украјином и повећале могућности за пресецање аутопута Суџа - Љгов.
Дана 8. августа, према подацима Оператора ГТС Украјине, транзит руског гаса кроз украјински гаснотранспортни систем смањен је на 37,25 милиона м³ са уобичајених 42-42,4 милиона.
Касније током дана саопштено је да се јединице групе Вагнер пребацују из Африке у Курск. У област је пребачена и интернационална бригада „Пјатнашка“.
Анализа су показале да се до средине дана 8. августа зона украјинске окупације у Курској области проширила на 430 км². Украјинске оружане снаге преузеле су скоро потпуну контролу над Суџом, а такође су ушле у село Мирни и контролисале села Козачка Локња, Богдановка, Први и Други Књажи. Борбе су забележене у селима Снагост, Анастасјевка, Кромски Бики и Болшоје Солдатскоје.
Украјинска војска је током дана напредовала око 30 км путем од Суџе до Курска и око 7 км путем за Љгов. На максималној удаљености од границе, ОСУ су примећене у насељима Чемошки (10 км до Љгова, 35 км од Суџе) и Шагарово (50 км од Курска, 34 км од Суџе).

### 9. август
Руско Министарство одбране известило је да су снаге ПВО у ноћи 9. августа обориле седам дронова изнад Курске области.
У ноћи 9. августа у селу Октјабрскоје у Рилском округу Курске области уништена је колона руске војне технике. Нападнуто је најмање 14 војних камиона  КамАЗ и Урал која су превозила пешадију. Украјинске оружане снаге су највероватније користиле ракетне системе ХИМАРС са ракетама са касетном муницијом. Телеграм канал „Маш“, близак снагама безбедности РФ, известио је да је ФСБ привео мештанина села који је снимио нападнуту колону и оптужио га да је шпијунирао за Украјину.
Министарство одбране је у поподневним сатима објавило извештај о пребацивању војног конвоја из Белгородске области у Суџански округ Курске области. Конвој се састојао од оклопних возила и самоходних хаубица 2С19 Мста-С калибра 152 мм.The Insider сугерише, на основу анализе тактичких знакова на транспортованој техници, да руска команда у Курску област пребацује трупе које су учествовале у борбама на северу Харковске области или су се спремале за борбе у том правцу.

### 10. август
Национални антитерористички комитет Русије саопштио је да је одлуком директора Федералне службе безбедности (ФСБ) Александра Бортникова уведен режим противвтерористичке операције у Белгородској, Брјанској и Курској области.
"У циљу безбедности грађана и сузбијања претњи од терористичких аката од стране непријатељских диверзантских и извиђачких снага, председник Националног антитерористичког комитета, директор ФСБ Русије А.В. Бортников одлучио је да организује спровођење противтерористичких операција у Белгороду, Брјанској и Курској области", наведено је у саопштењу.
Више од 76.000 људи евакуисано је из пограничних области Курске области, где је последњих дана напета ситуација због напада Оружаних снага Украјине, саопштено је на брифингу регионалног штаба Министарства за ванредне ситуације. Такође, наведено је више од 4.400 људи смештено у привремене притворе.
Губернатор Московске области Андреј Воробјов рекао је да је у прва 24 сата након напада Оружаних снага Украјине на област Курск, у регион послато 15 аутобуса.

### 11. август
Посаде руске авијације су помоћу хеликоптера Ка-52 и авиона Су-25 извеле нападе на људство и оклопну технику Оружаних снага Украјине у пограничном подручју Курске области, саопштило је Министарство одбране Русије.
Москва је признала да су украјинске трупе напредовале до 30 километара унутар Русије. Руско Министарство одбране известило је да су његове снаге ушле у борбу са украјинским трупама у области села Толпино и Општи Колодез.
Чеченски лидер Рамзан Кадиров изјавио је  да врста муниције и наоружања колоне украјинских оружаних снага уништене у региону Курска доказује да су НАТО снаге умешане у план саботаже у тој области.

### 12. август
Украјина контролише 28 насеља у руској Курској области, изјавио је губернатор те области Алексеј Смирнов. Према његовим речима, украјинске снаге напредовали су 12 километара унутар Русије.
Смирнов је, такође, рекао да су украјинске снаге током упада у Курску област користиле гранате са хемијским оружјем.
У региону Курск, руска војска је заробила јуришни тим засебне 80. ваздушно-јуришне бригаде Оружаних снага Украјине. "Група се састоји од пет људи. Сви су припадници 80. одвојене ваздушно-јуришне бригаде украјинске војске".
Тренутно је под контролом Украјине око 1.000 квадратних километара територије Руске Федерације, рекао је главнокомандујући Оружаних снага Украјине Олександр Сирски на састанку Штаба.
"Офанзивна операција на територији Курске области се наставља и тренутно је под нашом контролом", рекао је он.
Руско Министарство одбране организовала је испоруку додатних снага и опреме за формирање групе трупа и формирање резерви у региону Курск.
"Војна служба везе је организовала допремање додатних снага и опреме за формирање групације трупа и формирање резерве. Обавља се достава људства, војне опреме, муниције и другог терета неопходног за борбени рад и свеобухватну подршку трупа. напоље“, речено је.

### 13. август
Већина украјинских трупа које су извршиле инвазију на Курску област већ је уништена, све области у којима се крећу те снаге су под контролом руске војске, рекао је командант специјалних снага "Ахмат", заменик начелника главног војно-политичког ресора, Министарства одбране Русије, генерал-мајор Апти Алаудинов.
"Већина снага и средстава која су ушла на руску територију у првом ешалону већ је уништена. Блицкриг Зеленског је, у принципу, већ завршен", закључио је Алаудинов. Напоменуо да су све области у правцу Курска где се крећу украјински војници под контролом Оружаних снага Русије.
Према његовим речима, тренутно је у току рашчишћавање насељених места, а све јединице Министарства одбране добрим темпом уништавају непријатеља.
Посада војне авијације на хеликоптерима Ка-52, користећи ваздушно-десантно наоружање, напала је концентрацију људства Оружаних снага Украјине, као и непријатељску оклопну и аутомобилску војну технику у пограничном региону Курске области, саопштило је Министарство одбране Русије.

## Циљеви операције
Фајненшел тајмс и Њујорк тајмс изнели су мишљење да напад на Курску област може бити покушај украјинских оружаних снага да скрену пажњу руске команде са Донбаса и успоре напредовање руских оружаних снага западно од Авдејевке. Такође, југоисточно од Суџе постоји железничка пруга дуж које Русија снабдева своју групу трупа „Север“, укључене у борбе у Харковској области. Си-Ен-Ен верује да би успешан напад у региону Курск могао да помогне украјинској команди да одржи морал војног и цивилног становништва усред потешкоћа на другим деловима фронта.
Према Форбсу, украјински продори представљају "импресиван подвиг за војску која је у дефанзиви". Магазин такође наводи да циљ операције, која има велики "улог", може бити диверзија са циљем "одвлачења" руских снага из Донбаса или окупација дела руске територије, што би Украјини донело бољу преговарачку позицију, додавши да "Можда, смелим и ризичним нападом, Украјинци окрећу ток рата на једном фронту. Или можда бацају оно мало резервних трупа које имају на осуђени гранични препад.
У медијима се појавила верзија да би међу могућим циљевима операције могло бити и уништавање гасне мерне станице Суџа, преко које се гас из Русије извози у Европу, међутим, такав циљ операције је сумњив из разлога да би Украјина могла да прекине транзит руског гаса у било ком тренутку у Европу и преко своје територије.

## Губици
Према руским и украјинским блогерима, до 7. августа, руске оружане снаге су изгубиле хеликоптер Ка-52 (командир је настрадао) и Ми-8 (успео да слети са оштећењима), два тенка Т-62 и камионе КамАЗ. У близини Рилска 9. августа, најмање 14 руских војних возила Камаз и Урал оштећено је у оквиру погођеног конвоја. Видео снимак последица напада указује да је било жртава међу војском.
Руски телеграм канал „Два мајора“ известио је да су у нападу 6. августа украјинске оружане снаге изгубиле до 8 оклопних возила. Институт за проучавање рата је саопштио да је геолокацијом утврђено да снимци 7 километара северно од руско-украјинске границе показују оштећена и напуштена оклопна возила, али је нагласио да тренутно није могуће утврдити коме су припадала.
Руско Министарство одбране проценило је губитке украјинских оружаних снага 7. августа на 315 људи, укључујући најмање 100 погинулих, као и 54 комада технике, укључујући 7 тенкова. До јутра 8. августа, према подацима Министарства, укупни губици Оружаних снага Украјине достигли су 660 војника и 82 оклопна возила. Руско Министарство одбране је у јутарњем извештају 9. августа навело да су у правцу Курска украјинске оружане снаге имале до 945 погинулих и рањених војника. Међутим, поједини медији напомињу да, на основу ранијих података ресора о бројности Оружаних снага Украјине, у Курској области није требало да остане више од педесет украјинских војних лица.
Видео снимци објављени јутра 7. августа приказују групу од 6 заробљених руских војника. На граничном прелазу Суџа, украјинске снаге су заробиле најмање 40 руских војника, укључујући и регруте на одслужењу војног рока. Публикација „Верстка” је саопштила да би у појасу захваћеном борбама могло бити на стотине војних обвезника чија се судбина са сигурношћу не зна. У коментару за Вашингтон пост, саветник председника Украјине, под условом да остане анониман, рекао је да су током тродневних борби у Курској области заробљене „стотине“ људи.

### Цивилне жртве
Од 7. августа, према званичним подацима власти Курске области, погинуло је пет цивила, међу којима су болничар, возач хитне помоћи и 24-годишња трудница.
Према подацима руског Министарства здравља, од 6. до 8. августа повређено је 66 особа, међу којима 9 деце. 38 особа, укључујући петоро деце, послато је на болничко лечење у болницама у Курској области. Амбулантно збрињавање је пружено за 19 жртава. Деветоро тешко рањених, укључујући ратног дописника ВГТРК Јевгенија Подубног, хитно је пребачено је у Москву.

## Реакције
Русија
Руско Министарство одбране је 6. августа саопштило да су се украјинске снаге повукле назад преко границе уз велике губитке, али је ова изјава касније повучена.
Ујутру 7. августа, на седници владе, руски председник Владимир Путин је први пут после 24 сата прокоментарисао ситуацију, назвавши украјинску инвазију „провокацијом великих размера“.
Путин је тада рекао да је дао „инструкције бројним цивилних одељењима да пруже неопходну помоћ становницима региона”. Вршилац дужности гувернера Курске области Алексеј Смирнов је у извештају Путину назвао ситуацију у региону „контролисаном“ и навео да је око 600 људи евакуисано из пограничних региона и смештено у центре за привремени смештај. У поподневној поруци, руско Министарство одбране је тврдило да „није дозвољено напредовање Оружаних снага Украјине дубоко у руску територију“, не прецизирајући стање на терену.
На следећем хитном састанку „о ситуацији у Курској области“ уз учешће Путина, министра одбране Андреја Белоусова, директора ФСБ Александра Бортњикова и секретара Савета безбедности Сергеја Шојгуа, начелник Генералштаба Валериј Герасимов рекао је да је напредовање Оружаних снага Снаге Украјине заустављено. Супротно уверавањима Герасимова, офанзива је настављена, а 8. августа је под контролом украјинских оружаних снага у зони борбених дејстава било већ 430 км², насупрот 350 км² увече 7. августа.
Први потпредседник Владе Руске Федерације Денис Мантуров је 7. августа наложио министарству да издвоји 1,8 милијарди рубаља за евакуацију становника Курске области. Истог дана, гувернер Курске области Алексеј Смирнов најавио је увођење ванредног стања у региону.
Руководство Русије је 7. августа званично увело ванредно стање у Курској области.
Владина Комисија за спречавање и отклањање ванредних ситуација одржала је 9. августа ванредну седницу и известила да је „успостављен федерални ниво реаговања у региону“.
Украјина
Саветник шефа кабинета председника Украјине Михаил Подољак је 8. августа издао саопштење о „уништавању уобичајених облика живота“ у Русији – ова изјава је постала први званични коментар Украјине од почетка инвазије на Курску област. Дан раније, украјински председник Владимир Зеленски је рекао да „што је већи притисак на Русију, агресора који је донео рат Украјини, то ће мир бити ближи“, али није директно поменуо борбе у Курској области.
Запад
Портпарол америчког Стејт департмента Метју Милер је 7. августа рекао да Украјина није обавестила САД о плановима за операцију у Курској области, али САД не ограничавају свог савезника у избору тактике, а украјинску офанзиву у гранични регион који користи оружје које је испоручило САД не крши никакве споразуме или правила. Координатор за стратешке комуникације Савета за националну безбедност Џон Кирби потврдио је да политика САД у вези са употребом америчког оружја од стране Оружаних снага Украјине остаје иста: земља се не противи ударању циљева који представљају претњу Украјини. Секретар за штампу Беле куће Карин Жан Пјер је заузврат нагласила да Сједињене Државе подржавају разумне акције Украјине да заустави нападе руских трупа.
Шеф комитета за одбрану немачког Бундестага Маркус Фабер указао је 8. августа да се Немачка не противи употреби наоружања пребаченог Украјини у операцији у региону Курск, укључујући тенкове Леопард 2, који су испоручени Украјини. од 2023.

## Последице

### Економске последице
Напад је наводно подигао цене гаса на 40 евра (+5%) по мегават-сату у Европи, док су Јутјуб и телефонске мреже доживеле прекиде у Русији.
Транзит руског гаса кроз украјински гасно-транспортни систем смањен је на 37,25 милиона кубних метара дневно са уобичајених 42–42,4 милиона кубних метара.

## Војне јединице

### Украјина
- Оружане снаге Украјине
  - Копнена војска Украјине
    - Оперативна команда „Запад“
      - 22. механизована бригада[108]
      - 88. механизована бригада[43]
      - 49. артиљеријска бригада[109]
      - 3. одвојени извиђачки батаљон

    - Оперативна команда „Север“
      - 61. механизована бригада[110]
        - 99. механизовани батаљон[109]

      - 27. ракетна артиљеријска бригада[109]

    - 10. армијски корпус 
      - 116. механизована бригада[109]

  - Ваздухопловне снаге Украјине[111]
  - Ваздушне јуришне снаге
    - 80. јуришна бригада[112][113]
    - 82. јуришна бригада[114]
    - 95. јуришна бригада[16]

  - Снаге за специјалне операције[111]
  - Снаге беспилотних система
    - 14. беспилотни летелични пук[112]
      - 3. батаљон „Славуј“[6][115]

  - Служба безбедности Украјине
    - Специјална група „Алфа“[116]

  - Министарство одбране 
    - Главна обавештајна управа[111]
      - Грузијска легија[117]

  - Снаге територијалне одбране
    - 103. бригада територијалне одбране
    - 241. бригада територијалне одбране
      - 252. батаљон територијалне одбране[2][118]

    - 127. бригада територијалне одбране
      - 225. батаљон територијалне одбране[119][120]

  - Министарство унутрашњих послова
    - Национална гарда Украјине
      - Специјални операциони центар „Омега“

### Русија
- Оружане снаге Руске Федерације
  - Копнена војска Руске Федерације
    - Московски војни округ
      - 1. гардијска тенковска армија
        - 47. тенковска дивизија
          - Непознати моторизовани батаљон

        - 20. гардијска комбинована армија
          - 448. ракетна бригада
          - 144. гардијска моторна стрељачка дивизија
            - 488. моторизовани пук

    - Лењинградски војни округ
      - 6. комбинована армија
        - 138. одвојена гардијска моторна стрељачка бригада
          - Непознати батаљон

        - 1009. моторизовани пук
        - 1428. моторизовани пук
        - 488. моторизовани пук

      - 44. армијски корпус
        - 128. моторизована бригада
          - 3 непозната батаљона

        - 72. моторизована дивизија 
          - 3 непозната батаљона

    - Јужни војни округ
      - 8. гардијска комбинована армија
        - 1. армијски корпус 
          - Пјатнашка бригада
            - Одред дронова „Ноћни вукови“

    - Источни војни округ
      - 35. комбинована армија
        - 38. одвојена гардијска моторна стрељачка бригада
        - 64. одвојена гардијска моторна стрељачка бригада

  - Војно-поморска флота Руске Федерације
    - Обалска трупа
      - 11. армијски корпус 
        - 18. гардијска моторна стрељачка дивизија
        - 79. моторизовани пук

    - Пацифичка флота
      - 155. гардијска поморска пешадијска бригада

    - Црноморска флота
      - 810. гардијска поморска пешадијска бригада

  - Руске ваздушно-десантне снаге
    - 98. гардијска ваздушно-десантна дивизија
      - 217. гардијски ваздушно-десантни пук
        - 2 непозната десантна јуришна батаљона

    - 104. гардијска ваздушно-десантна дивизија

  - Радијационе, хемијске и биолошке одбрамбене трупе Руске Федерације
  - Снаге за специјалне операције
  - ГРУ
    - Спецназ ГРУ

  - ФСБ
    - Гранична служба ФСБ Руске Федерације

  - Национална гарда Русије
    - „Ахмат“ батаљони
    - Одред „Аида“
    - Аланијски батаљон
    - Сарматски батаљон

Група Вагнер
Арбатски батаљон посебне намене
Дикајска дивизија Донбаса
Министарство унутрашњих послова Руске Федерације